# Hieratické písmo

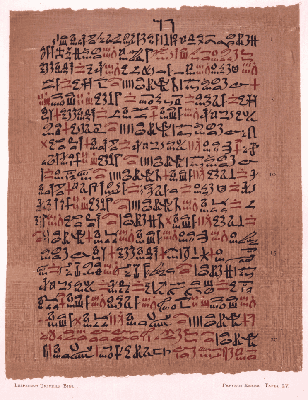
Ebersův papyrus

Hieratické písmo (název odvozen z řeckého γράμματα ἱερατικά grammata hieratika – „kněžské písmo“) je systém písma používaný ve starověkém Egyptě k zápisu egyptštiny. Vzniklo snad zjednodušením znaků písma hieroglyfického již v Archaické době. Je tedy stejně staré, možná i starší, než hieroglyfy. Umožňovalo běžný zápis textu na nejrůznější typy povrchů, rychlejší než hieroglyfy; proto bývá označováno jako hieroglyfická kurziva. Na rozdíl od nezjednodušených hieroglyfů určených pro monumentální zdobné nápisy a náboženskou sféru se hieratické písmo užívalo pro psaní běžných např. obchodních a evidenčních zápisů, vyprávění a dokumentů.
V Řecko-římském období se začalo používat pro běžné zápisy písmo démotické, a hieratické písmo bylo tedy omezeno na liturgické texty, proto se nazývá jako kněžské písmo.

## Následníci
Patrně se z hieratik vyvinulo protosinajské písmo, ze kterého vzniklo propracovanější fénické písmo, z něhož pak pochází prakticky veškeré významné abecední systémy zápisu.
- Hieratické písmo v České terminologické databázi knihovnictví a informační vědy (TDKIV)